# Karl Klemens von Gruben

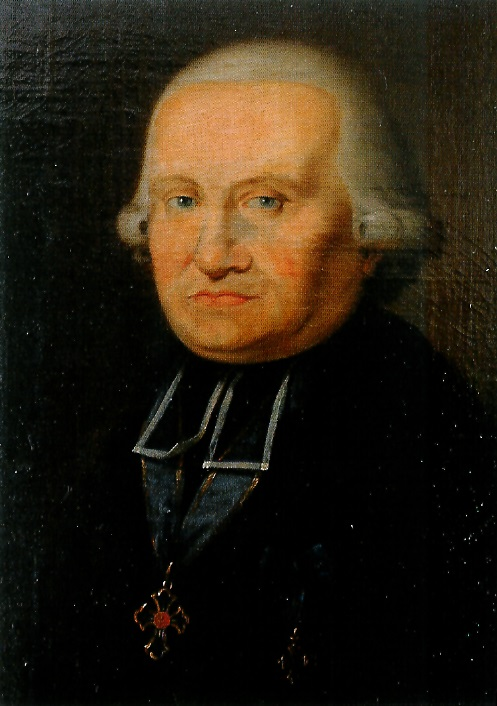
Karl Klemens von Gruben

Karl Klemens Freiherr von Gruben (* 23. November 1764 in Bonn; † 4. Juli 1827 in Hildesheim) war Weihbischof in Köln und Osnabrück und Administrator des Bistums Hildesheim.

## Familie
Karl Klemens von Gruben war ein Sohn des kurkölnischen Geheimrats Constantin von Gruben (1712–1788), der 1776 in den Reichsritterstand erhoben wurde. Die Mutter hieß Anna Maria geb. von Vogelius (1736–1784) und war die Schwester des kurkölnischen Geheimrats Ignatius Ferdinand von Vogelius (1740–1784), dessen prachtvoller Wappenepitaph in der Liebfrauenkirche Worms erhalten ist. Die Eltern erwarben u. a. Schloss Gelsdorf, wo ihr Allianzwappenstein mit der Bezeichnung 1763 über der Durchfahrt eingelassen ist. Ihre vier Söhne Franz von Gruben (1774–1848), königlich preußischer Landrat von Ahrweiler, Ignaz Friedrich von Gruben, kaiserlicher Reichskammergerichtsassessor in Wetzlar, Peter Joseph von Gruben, Minister im Großherzogtum Hessen und Karl Klemens von Gruben, Weihbischof und Generalvikar im Bistum Osnabrück, sowie die beiden Schwestern Maria Anna und Ernestine von Gruben wurden am 8. Mai 1805 in den Reichsfreiherrenstand erhoben.

## Altes Reich
Am 27. Dezember 1787 zum Priester des Erzbistums Köln geweiht, wurde Gruben 1793 seinem Onkel, dem Osnabrücker Generalvikar Karl von Vogelius als Adjunkt beigeordnet. Am 1. Juni 1795 ernannte ihn Papst Pius VI. zum Titularbischof von Paros und Weihbischof für das Bistum Osnabrück. Nach dem Tod von Vogelius im gleichen Jahr folgte er ihm im Amt des Generalvikars. Nach dem Tode des Kölner Erzbischofs und Bischofs von Münster Maximilian Franz (1801) endete Grubens amtliche Stellung als Generalvikar. Die Osnabrücker Diözesanregierung ging auf das Domkapitel über, das ihn zum Kapitularvikar wählte.

## Napoleonische Zeit
Der Weihbischof Gruben stellte sich rasch auf den Boden der neuen Tatsachen und erreichte dank seiner Haltung auf dem Pariser Nationalkonzil vom Mai bis zum Oktober 1811, dass ihm im Juni 1812 die Verwaltung der zum Kaiserreich Frankreich gehörenden Gebiete der Nordischen Mission (Hamburg, Bremen, Lübeck, die Grafschaft Lingen, das Fürstentum Minden) übertragen wurde. Vor allem aber erreichte er, dass ihn Kaiser Napoleon am 14. März 1813 zum wirklichen Bischof von Osnabrück ernannte, freilich ohne die Mitwirkung, aber mit dem Protest des fast fünf Jahre hindurch von Napoleon gefangengesetzten Papstes Pius VII. Ohne Zweifel hat sich Gruben tief mit der französischen Herrschaft eingelassen und ist als einer der eifrigsten Kollaborateure unter den katholischen Dignitäten zu bezeichnen. Das hat ihm insofern geschadet, als der päpstliche Stuhl ihm die Bestätigung als Bischof von Osnabrück zeitlebens verweigerte und die hannoversche Staatsregierung zu seinen Lebzeiten die Osnabrücker Diözesangewalt nicht wiederherstellte.

## Königreich Hannover
Ohnehin dachte die Regierung anfangs an die Fundierung nur eines katholischen Bistumes (Hildesheim) im Königreich Hannover. Insofern bedeutete es bereits einen Erfolg für Gruben, bei König Georg IV. 1821 eine Abkehr von diesem Plan erreicht zu haben und bei der Kurie Verhandlungen aufnehmen zu lassen mit dem Ziele, zwei Bistümer im Königreich Hannover zu errichten. Auf dieser Grundlage kam 1832 das Konkordat zwischen Hannover und dem Hl. Stuhl zustande, das in Papst Leo XII. Bulle „Impensa Romanorum Pontificum sollicitudo“ und in dem hannoverschen Gesetz vom 20. Mai 1824 seinen Ausdruck fand. Zum Exekutor der Bulle wurde 1824 der Weihbischof bestellt, dem es alsbald gelang, den Osnabrücker Diözesanverband wiederherzustellen.  Am 24. Dezember 1824 verzichtete er auf sein Amt als Weihbischof. Weitergehenden Plänen wie dem, selbst den Hildesheimer Bischofsstuhl zu besteigen und Osnabrück durch einen Generalvikar verwalten zu lassen, verschloss er sich 1825. Hingegen nahm er nach dem Tod des letzten Hildesheimer Fürstbischofs Franz Egon von Fürstenberg im selben Jahr den Titel eines Apostolischen Vikars (Verwalters) für das Bistum Hildesheim an, ohne freilich sich selbst nach Hildesheim transferieren zu lassen. Gruben vermied gegen Ende seines Lebens alles, was einer Vereinigung der beiden Bistümer Hildesheim und Osnabrück hätte Vorschub leisten können.
Aus seinem Nachlass gelangte der Codex Gisle (13. Jh.) ins Bistumsarchiv Osnabrück.